# Slapstick (Marvel Comics)
Slapstick, il cui vero nome è Steven Steve Harmon, è un personaggio immaginario creato da James Fry e Len Kaminski per la casa editrice Marvel Comics.

## Storia editoriale
Slapstick ha debuttato nel novembre 1992 in The Awesome Slapstick #1 ed è stato creato dallo scrittore Len Kaminski e dall'artista James Fry.  Successivamente, ha fatto un'apparizione notevole con i Nuovi Guerrieri in Marvel Comics Presents e non è stato visto fino a un cameo in "Civil War" in She-Hulk. È anche apparso regolarmente in Avengers: The Initiative come recluta.
Nel 2015, Slapstick è diventato un membro regolare della serie Mercs for Money. [ citazione necessaria ] Nel 2017 ha ottenuto una seconda serie solista creata da Reilly Brown, Fred Van Lente e Diego Olortegui che è durata sei numeri. [ citazione necessaria ]
In Slapstick Vol. 2 Issue 4, il suo nome completo è stato rivelato essere Steven Winsor McCay Harmon, il suo secondo nome è un riferimento all'animatore Winsor McCay.

## Biografia
Slapstick era originariamente il clown della classe delle scuole medie Steve Harmon, di New York City. In un piano per vendicarsi del suo acerrimo rivale Winston, Steve si veste da clown per mimetizzarsi tra la folla di uno strano nuovo carnevale.
Prima che Steve potesse mettere in atto il suo piano, Winston e la sua compagna, Heather, furono rapiti da diversi clown. Steve prende un martello come arma e li segue. Il gruppo entra nella casa dei divertimenti del luna park ed entra in un portale travestito da specchio. Mentre stava chiudendo, Steve lo segue.
Al momento dell'ingresso, un'esplosione di energia attraversa il mondo di Steve, allertando i sensi di diversi esseri, come Doctor Strange, Silver Surfer, Spider-Man e Howard the Duck.
Le sue molecole si estendono attraverso 3741 dimensioni e Steve finisce nel regno dello Scienziato Supremo della Dimensione X (che assomiglia a Groucho Marx). Lo scienziato aiuta Steve a padroneggiare la sua nuova forma, un corpo composto da molecole viventi instabili soprannominate Electroplasm. Questo lo rende essenzialmente un personaggio vivente dei cartoni animati.  Lo scienziato, che era stato estromesso dalla sua posizione dall'Overlord, teorizzò che Steve fosse arrivato alla sua nuova forma perché era leggermente fuori sincrono quando entrò nel portale della casa dei divertimenti.
Usando i suoi nuovi poteri e una mappa che lo scienziato aveva, Steve liberò molti terrestri prigionieri dai malvagi Clown della Dimensione X e dal loro sovrano, l'Overlord. Si è appreso che questo è ciò che lo scienziato aveva sempre avuto nell'intenzione. Il piano dell'Overlord era stato quello di fare il lavaggio del cervello ai terrestri in modo che la loro fede fosse sufficiente per dare all'Overlord tutto ciò che desiderava. I piani dell'Overlord furono sventati quando la convinzione che sosteneva il suo castello cedette e gli umani riacquistarono le loro menti sane di mente. Il castello crolla. Gli umani catturati corrono verso il portale, seguiti rapidamente dai mostruosi clown. Steve distrugge lo specchio, sradicando l'influenza del clown su questa realtà.
Pochi minuti dopo, Steve viene trovato dal suo migliore amico, Mike Peterson, che accetta di aiutarlo. 

### Altri nemici
Steve ha altri criminali da affrontare: un imitatore del Punitore chiamato Overkiller attacca Steve perché pensa che sia un mutante (il mutante era il Dr. Denton). I due combattono in un centro commerciale, distruggendone la maggior parte. Steve termina il combattimento baciando letteralmente Overkiller e poi colpendolo mentre l'uomo reagisce con disgusto. Spider-Man assiste alla battaglia.  Slapstick ha anche combattuto contro i super intelligenti preadolescenti Dr. Denton e Teddy, e ha salvato Barbara Halsey.  C'era anche un senzatetto, il Neutron Bum, con il potere di provocare esplosioni. Nonostante il raduno di dozzine di supereroi disposti e intenzionati a combattere l'uomo (tra cui Daredevil, Ghost Rider, Speedball, i Fantastici Quattro, i Vendicatori e i Nuovi Guerrieri), Slapstick neutralizza semplicemente la situazione dando a Neutron Bum ciò per cui aveva urlato per tutto il tempo - una tazza di caffè - e poi accecando l'uomo da dietro mentre lo sta bevendo. 
È un amico di Speedball dei Nuovi Guerrieri ed è descritto come "L'eroe che non combatte il crimine, ma piuttosto gioca brutti scherzi ad esso".
Più tardi, Slapstick si alleò con i Nuovi Guerrieri per combattere il Dr. Yesterday, in parte perché farlo avrebbe impressionato le donne.  È stato stabilito che ad un certo punto, prima che Justice e Firestar lasciassero i Nuovi Guerrieri per diventare Vendicatori, Slapstick e Ultra Girl furono resi membri ufficiali dei Guerrieri e gli furono dati dei comunicatori, dopo aver aiutato la squadra a fermare un'invasione di Badoon. 

### Civil War
Durante la storia della Guerra Civile, Slapstick aiuta i membri sopravvissuti dei Nuovi Guerrieri a trovare Hindsight Lad, il giovane ed ex guerriero responsabile di rivelare al pubblico le identità segrete dei Guerrieri del passato e dei suoi alleati. LaFroyge fu fermato, arrestato dalle autorità, prima che l'identità di Slapstick fosse resa pubblica. 

### The Initiative
Slapstick viene poi visto sul bus delle nuove reclute che arrivano a Camp Hammond come parte del programma di addestramento dell'Iniziativa.  In seguito lo si vede, con altri eroi, confrontarsi con Ben Grimm come parte di una missione di addestramento.
Slapstick e altri membri del Camp Hammond vengono inviati a controllare la folla quando Hulk e il suo equipaggio Warbound guidano un attacco a New York. Gli viene assegnato il supporto morale per i cittadini in evacuazione sotto il comando dell'Avenger Triathlon. Una recluta collega, Rage guida una ribellione contro la missione di supporto della folla per affrontare Hulk. Slapstick si unisce. La sua squadra viene rapidamente sconfitta dalle forze di Hulk. 
Le reclute vengono imprigionate dalle forze di Hulk al Madison Square Garden e neutralizzate con una tecnologia che consuma energia. Vengono salvati dalle forze segrete associate al campo. 
Più tardi fu Slapstick ad attaccare e quasi uccidere Gauntlet per lealtà verso i Nuovi Guerrieri, come rappresaglia per l'uso del nome della squadra da parte di Gauntlet come insulto.  Da allora ha cercato di ammetterlo ai suoi compagni di squadra, ma viene sempre interrotto comicamente. In seguito entra in possesso di un dispositivo contenente la memoria e la personalità di KIA, il clone malvagio di Michael Van Patrick, e decide di tenerlo per un ulteriore utilizzo. 
Slapstick e molti altri ex Nuovi Guerrieri sono stati recentemente reclutati da Justice e apparentemente hanno disertato dall'Iniziativa, dopo che Justice ha trovato prove di attività losche all'interno dell'organizzazione.  Dopo aver contribuito a fermare la furia di KIA, questo nuovo gruppo abbandona ufficialmente l'Iniziativa, con l'intenzione di agire come una forma di supervisione indipendente per il programma. In quanto eroi legalmente registrati, sono liberi di agire a meno che non infrangano la legge mentre lo fanno. Quando gli viene chiesto di passare alla sua forma normale, meno appariscente, Slapstick ammette di non averlo fatto da quando si è unito all'Iniziativa, e afferma che il meccanismo che attiva il cambiamento non funziona più. 
Più tardi tornò a Camp Hammond con la squadra, che ora si faceva chiamare di nuovo New Warriors, e combatté Ragnarok, il clone cyborg di Thor.  Slapstick è anche una presenza nota nello sforzo multi-eroe per ricostruire New York dopo gli eventi di World War Hulk. 

### Fear Itself
Durante la storia Fear Itself, Slapstick comparve ad un incontro tenuto da Prodigy riguardo ai martelli magici che si erano schiantati sulla terra. In seguito unisce le forze con altri eroi per combattere il Degno. 

### Mercs for Money
Quando Deadpool fondò i suoi Mercs for Money, impiegò i servizi di Slapstick, tra numerosi altri vigilanti, per fingere di essere lui al fine di estendere la sua portata in tutto il mondo.  Mentre si sforza di fare del bene, come i suoi nuovi colleghi, Slapstick ha gravi problemi emotivi a causa dell'incapacità di tornare alla sua forma umana.

## Poteri e abilità
Come Slapstick, il corpo di Steve Harmon è fatto di elettroplasma dopo l'esposizione a un dispositivo alieno sconosciuto, che lo rende indistruttibile. Qualsiasi danno che subisce può essere immediatamente scrollato di dosso, poiché possiede una resistenza sovrumana e una malleabilità fisica praticamente illimitata alla maniera di un personaggio animato dei cartoni animati slapstick. Slapstick possiede anche un'agilità e riflessi sovrumani. È stato dimostrato che i legami molecolari dell'Elettroplasma possono essere interrotti da una controcarica di una specifica frequenza di energia, riducendo lo Slapstick ad una "pozzanghera" immobile; Tuttavia, un'altra carica di energia può riportarlo alla "normalità". 
Inoltre, Slapstick diventa temporaneamente più forte quando viene fulminato. Tuttavia, deve avere un'alimentazione costante di elettricità per mantenere questa forza.
I guanti di Slapstick possiedono anche una tecnologia aliena. Il suo guanto sinistro ha un induttore di trasformazione che gli permette di trasformarsi da e verso lo Slapstick alla sua normale forma di Steve Harmon. Il suo guanto destro è un materializzatore che contiene una tasca portaoggetti extra-dimensionale, che funziona in modo simile a Hammerspace dei cartoni animati, e gli permette di riporre oggetti apparentemente da nessuna parte. Può accedere a questi oggetti facendo un gesto speciale con quella mano, anche se a chiunque lo osservi sembrerebbe che li stia tirando fuori dal nulla. Di solito tiene un grande martello da cartone animato in questo spazio. Resoconti recenti hanno mostrato tasche simili nei pantaloni del suo costume. Gli oggetti conservati in queste tasche non sono rilevabili con mezzi convenzionali; per esempio, Slapstick portò il suo comunicatore dei Nuovi Guerrieri, dimenticato in una tasca dei pantaloni, a Camp Hammond senza che nessuna delle misure di sicurezza della base lo rilevasse. 
Slapstick è un burlone pratico esperto, con un bizzarro senso dell'umorismo molto sviluppato.
È stato notato che Steve Harmon non ha genitali nella sua forma Slapstick, con sua grande delusione.

## Altre versioni

### Mutant X
Nell'universo alternativo di Mutant X (Terra-1298 nel Multiverso della Marvel Comics), Slapstick era un membro di un gruppo di eroi soprannaturali chiamato Legione Letale (nessuna connessione con il gruppo di criminali di Terra-616). Poco si sa di questa versione del personaggio e del motivo per cui si è unito alla squadra. Fu ucciso dalla Regina dei Goblin, travestito da Arcano.

## Altri media

### Videogiochi
- Slapstick compare in un cameo in Marvel vs. Capcom 3: Fate of Two Worlds.
- Slapstick compare come personaggio giocabile in Marvel Future Fight.